# Angela Balka
Angela Balka MSC (* 7. Oktober 1875 in Salischtschyky, Galizien als Wilhelmine Balka; † 13. August 1904 in den Bainingbergen, Papua-Neuguinea, ermordet) war eine österreichische Missionsschwester und Märtyrin.

## Leben
Wilhelmine Balka wurde 1875 nördlich Czernowitz in Galizien (damals Donaumonarchie, heute Ukraine) geboren. Sie trat am 13. Mai 1902 im Alter von 26 Jahren in den Orden der Missionsschwestern vom Heiligsten Herzen Jesu von Hiltrup ein, nahm den Ordensnamen Angela an und reiste am 2. Februar 1904 in die am 14. April 1903 gegründete Schwesternstation St. Paul in den Bainingbergen auf der Insel Neu-Britannien (heute Teil von Papua-Neuguinea). In den frühen Morgenstunden des 13. August 1904 ermordeten Angehörige des Volksstamms der Baining in der Mission St. Paul Pater Matthäus Rascher und neun Missionare und Missionsschwestern (darunter Angela Balka).

## Gedenken
Die Römisch-katholische Kirche in Deutschland hat Schwester Angela Balka als Märtyrin in das deutsche Martyrologium des 20. Jahrhunderts aufgenommen.